# SIAI-Marchetti SM-133
Il SIAI-Marchetti SM-133 o SM-133 è stato un innovativo progetto di aereo da caccia italiano degli inizi degli anni cinquanta, progettato dall'ingegnere Alessandro Marchetti.

## Storia del progetto
Nell'immediato dopoguerra l'Italia tentò di iniziare a sviluppare nuovi velivoli militari in grado di ricostruire la forza aerea del paese.
L'ingegnere Alessandro Marchetti progettò un innovativo velivolo da caccia intercettore interamente metallico; questo progetto, malgrado l'innovatività, fu abbandonato a favore del più convenzionale North American F-86 Sabre statunitense prima "donato" e poi costruito su licenza dalla Fiat. Infatti, l'Aeronautica Militare Italiana (AMI) ricevette prima 179 Canadair Sabre MK 4 (F-86E) ceduti dalla RAF e poi 93 F-86K prodotti dalla Fiat, tutti acquisiti tra il 1955 ed il 1963, secondo quanto stabilito dagli accordi postbellici.
Nei fatti, ciò ha precluso alla nostra industria la possibilità di implementare una ricerca e sviluppo autonoma da quella statunitense.
Questo velivolo, insieme al coevo SM.10X, sarebbe stato il primo aereo di costruzione interamente metallica della SIAI-Marchetti.

## Tecnica
L'S.M.133 era un originale caccia intercettore di piccole dimensioni dotato di alette canard e di ala a delta (tipo tailless, o "senza coda") e carrello di tipo triciclo anteriore. Il velivolo interamente metallico era spinto da due motori Armstrong Siddeley Viper ASV-5, capaci di 1,1 kN (Mk.22) di spinta.
I motori, erano montati all'attaccatura della coda, mentre il serbatoio del carburante era nella parte anteriore del velivolo, probabilmente ciò per meglio equilibrare le masse.
Il caccia intercettore avrebbe avuto, grazie ai motori e al particolare profilo alare, un'elevata velocità di salita e di crociera, velocità stimata in 1 100 km/h s.l.m.